# Municipio de Jackson (condado de Shelby, Iowa)
El municipio de Jackson (en inglés: Jackson Township) es un municipio ubicado en el condado de Shelby en el estado estadounidense de Iowa. En el año 2010 tenía una población de 268 habitantes y una densidad poblacional de 2,9 personas por km².

## Geografía
El municipio de Jackson se encuentra ubicado en las coordenadas 41°38′40″N 95°9′8″O / 41.64444, -95.15222. Según la Oficina del Censo de los Estados Unidos, el municipio tiene una superficie total de 92.57 km², de la cual 92,54 km² corresponden a tierra firme y (0,03 %) 0,02 km² es agua.

## Demografía
Según el censo de 2010, había 268 personas residiendo en el municipio de Jackson. La densidad de población era de 2,9 hab./km². De los 268 habitantes, el municipio de Jackson estaba compuesto por el 98,13 % blancos, el 1,87 % eran de otras razas. Del total de la población el 1,87 % eran hispanos o latinos de cualquier raza.